# Taeniophyllum foliatum
Taeniophyllum foliatum är en orkidéart som beskrevs av Rudolf Schlechter. Taeniophyllum foliatum ingår i släktet Taeniophyllum och familjen orkidéer. Inga underarter finns listade i Catalogue of Life.